# Мемориал на загиналите в мирно време моряци
Мемориалът на загиналите в мирно време моряци (на руски: Морякам, погибшим в мирное время) е мемориален комплекс в град Мурманск. Намира се в квартал Ленински на склона между улица Челюскинцев и булевард Героев-Североморцев. Архитекти на мемориала са Н. Киреева и Н. Богданова.
Отворено на 5 октомври 2002 г. Откриването е насрочено да съвпадне с деня на града (4 октомври).
Архитектурната доминанта на мемориалния комплекс е шестстранна фарова кула с височина 17,5 m. Широко мраморно стълбище с палуби за наблюдение се доближава към фара от две страни. На горната платформа е църквата на Спасителя във водите. От двете страни на стълбището се предвижда да бъдат оформени алеи. В близост до фара има корабна котва с капсула с морска вода, положена под нея.
Във фара на първия етаж има зала-музей на паметта. На пет стени на музея има възпоменателни плочи в памет на моряците от различни флотове, загинали в морето в мирно време. Музеят съдържа книги в памет на загиналите моряци.
На 15 юни 2009 г. фрагмент от кабината на атомната подводница Курск е монтиран до фара, който стана паметник на подводничарите, загинали в мирно време. Откриването на паметника е насрочено да съвпадне с деня на руския флот.
- Църквата на Спасителя на водите
- Стълбата от църквата към фара
- Една от възпоменателните плочи във фара, посветена на моряците от риболовния флот
- Кабината на подводницата „Курск“